# Paweł Walczuk
Paweł Walczuk (ur. 7 stycznia 1994) – polski lekkoatleta specjalizujący się w biegach sprinterskich.
Zdobył srebrny medal (biegł w eliminacjach) mistrzostw świata juniorów w 2012 oraz został rok później wicemistrzem Europy juniorów w sztafecie 4 × 400 metrów. 
Medalista ogólnopolskiej olimpiady młodzieży. 
Rekordy życiowe: bieg na 400 metrów – 47,53 (3 lipca 2013, Kraków).

## Osiągnięcia
| Rok  | Impreza                     | Miejsce   | Konkurencja              | Pozycja    | Wynik   |
| ---- | --------------------------- | --------- | ------------------------ | ---------- | ------- |
| 2012 | Mistrzostwa świata juniorów | Barcelona | sztafeta 4 x 400 m (el.) | 2. miejsce |         |
| 2013 | Mistrzostwa Europy juniorów | Rieti     | sztafeta 4 x 400 m       | 2. miejsce | 3:05,07 |